# Cernik, Silistra
Cernik (în bulgară Черник, în română Caralar) este un sat în comuna Dulovo, regiunea Silistra, Dobrogea de Sud, Bulgaria. Între anii 1913-1940 a făcut parte din plasa Accadânlar a județului Durostor, România.    

## Demografie
Componența etnică a satului Cernik
     Bulgari (4,05%)
     Romi (2,47%)
     Turci (85,65%)
     Nicio identificare (7,81%)
La recensământul din 2011, populația satului Cernik era de 2.343 locuitori. Din punct de vedere etnic, majoritatea locuitorilor (85,65%) erau turci, existând și minorități de bulgari (4,05%) și romi (2,47%). Pentru 7,81% din locuitori nu este cunoscută apartenența etnică.

### Recensământul românesc din 1930
Componența etnică a comunei Caralar (județul Durostor)
     Români (16,65%)
     Turci (83,07%)
     Bulgari (0,28%)
Componența confesională a comunei Caralar
     Ortodocși (16,65%)
     Musulmani (83,07%)
     Greco-catolici (0,28%)
Conform recensământului efectuat în 1930, populația comunei Caralar se ridica la 1.087 locuitori. Majoritatea locuitorilor erau turci (83,07%), cu o minoritate de români (16,65%) și una de bulgari (0,28%). Din punct de vedere confesional, majoritatea locuitorilor erau musulmani (83,07%), dar existau și ortodocși (16,65%) și greco-catolici (0,28%).